# Альберт Март
Альберт Март (5 травня 1828, Кольберг — 5 серпня 1897, Гейдельберг) — німецький астроном, який працював в Англії та Ірландії.

## Біографія
Вивчав теологію в Берлінському університеті, потім зацікавився астрономією та математикою і вивчав астрономію у Кенігсберзькому університеті під керівництвом Крістіана Петерса.
Март приїхав до Англії в 1853 році, щоб працювати на Джорджа Бішопа — багатого виноторговця й мецената астрономії, який фінансував Лондонську обсерваторію (працювала з 1836 по 1861 рік) у той час, коли для астронома оплачувана робота була рідкістю. Тут він 1 березня 1864 року відкрив астероїд 29 Амфітріта. 
Потім він працював помічником Вільяма Ласселла в його астрономічних спостереженнях на Мальті, відкривши близько 600 туманностей. Він відкрив галактики NGC 3, NGC 4 і NGC 15.
Він також працював над подвійними зорями, відкривши NGC 30 у 1864 році.
З 1883 по 1897 рік він працював директором обсерваторії Маркрі в Ірландії.
Він створив великі ефемериди тіл Сонячної системи. Він розрахував транзити різних планет, спостережуваних з інших планет, передбачав транзити Землі з Марса та багато інших.
На честь Альберта Марта названі кратер Март на Місяці близько 3 км в діаметрі та інший кратер Марсі.